# Panteros666
Panteros666, de son vrai nom Victor Watel, né le 20 août 1986 à Lille, est un DJ et producteur français de musique électronique. 

## Biographie

### Début dans la musique
Originaire du nord de la France, il est le petit fils de l'architecte Jean-Pierre Watel. Victor Watel entre dans la musique par le biais de la batterie. Il fréquente d'abord une école de jazz, avant de rejoindre différents groupes de dance-punk au milieu des années 2000. Il développe à cette période un attrait pour l’esthétique numérique et la culture web. Ce penchant pour les pixels et les années 1990 et 2000 transcende l'ensemble de sa direction artistique, tout au long de sa carrière.
Passionné par les mélanges de genres musicaux, son premier titre sous l'alias de Panteros666 l'illustre très bien. Kegstand, sorti sur le label Sound Pellegrino en 2010, est un mélange jumpstyle hollandais aux accents UK Funky. En 2011, il sort son premier EP Javelin sur le label Forma.t Records.
En parallèle avec ses amis Canblaster, Myd et Sam Tiba, il fonde le groupe Club Cheval.  

### Bromance Records
Le développement du projet Club Cheval lui ouvre les portes du label Bromance Records, fondé par le français Brodinski. En 2013, Il sort sur le label l'EP Hyper Reality et le single Baby F-16, son titre le plus connu,.
Entre 2014 et 2017, il consacre sa carrière au développement du groupe Club Cheval. Toutefois, il signe en 2015, sous son alias Panteros666, une collaboration intitulée Clear avec le français Woodkid.
En 2016, Club Cheval sort son album Discipline sur le label Parlophone. Il s'ensuit une tournée à travers toute la France et dans de nombreux festivals. 
En février 2017, le label Bromance Records ferme ses portes,. De 2017 à 2020, les productions de Panteros666 se font plus rares. Il se consacre essentiellement au DJ set en Club.

### Signature chez Ultra Records et nouvelle direction artistique
Début 2020, il annonce sa signature sur le label Ultra Records. Ce changement de label est lié à sa nouvelle direction artistique. Il propose un son plus Eurodance, très orienté vers les années 1990. Le design de ses pochettes et de ses clips est totalement repensé. Il se dote d'aussi d'un avatar 3D du nom d'AER_OS. Le développement de cette nouvelle identité musicale, très influencée par les sonorités UK, correspond avec son déménagement à Londres. 
Trois titres voient le jour sur le label américain entre 2020 et 2022 : 99% Angel, Catch Me IRL et Spooky Bitch. Dans le même temps, il produit Time to Come With Us, un EP deux titres sur le label Confession de Tchami.
En 2023, il lance son propre label DopamineWIFI avec son ami hashish.bb,. Chaotic NRG, Car Wash et Ultra Ray sont les premiers titres qui voient le jour sur le label.